# Кад сам последњи пут видео Париз
Последњи пут кад сам видео Париз (енгл. The Last Time I Saw Paris) је филмска романтична драма из 1954. делимично заснована на краткој причи Babylon Revisited, америчког писца Ф. Скота Фицџералда.

## Улоге
- Елизабет Тејлор ... Хелен Елсверт / Вилс
- Ван Џонсон ... Чарлс Вилс
- Волтер Пиџон ... Џејмс Елсверт
- Дона Рид ... Марион Елсверт - Матине
- Ева Габор ... Лорејн Кварл
- Курт Казнар ... Морис (власник кафеа Динго)
- Џорџ Доленц ... Клод Матин
- Роџер Мур ... Пол Лејн (тениски професионалац)